# إبراهام أرشيبالد أندرسون
إبراهام أرشيبالد أندرسون (بالإنجليزية: Abraham Archibald Anderson)‏ هو رسام أمريكي، ولد في 11 أغسطس 1847 في نيوجيرسي في الولايات المتحدة، وتوفي في 1940 في نيويورك في الولايات المتحدة.